# シティグループ・ジャパン・ホールディングス
シティグループ・ジャパン・ホールディングス合同会社（英称：Citigroup Japan Holdings Corp.）とは、米国のシティグループの日本法人たる金融持株会社。

## 概要
当初、シティバンク銀行の設立ないしは開業と同時期に設立が予定されていたが、日興コーディアルグループの不祥事などの関係で「シティグループ・ジャパン・ホールディングス有限会社」として設立されることになった。現在は、米国のシティが所有していた日興株を譲受され、シティバンク銀行だけでなく、日本国内全体のシティグループの統括会社として、合同会社に転換している。
2008年5月1日、子会社となった株式会社日興コーディアルグループを吸収合併し、シティグループ・ジャパン・ホールディングス株式会社から日興シティホールディングス株式会社に商号変更した。2009年10月1日に、日本における証券事業を三井住友フィナンシャルグループに売却したことに伴い、シティグループ・ジャパン・ホールディングス株式会社に商号を再び変更した。

## 沿革
- 1991年7月2日、法人設立[2]。
- 2007年
  - 8月6日、シティグループ・インクから、株式会社日興コーディアルグループの株式68.23%を取得し、子会社化。
  - 組織変更して、シティグループ・ジャパン・ホールディングス有限会社からシティグループ・ジャパン・ホールディングス株式会社となる。
- 2008年
  - 1月29日、株式交換（三角株式交換）により、株式会社日興コーディアルグループの全株式を取得し、完全子会社化。
  - 5月1日、子会社となった日興コーディアルグループを吸収合併し、日興シティホールディングス株式会社に商号変更。
- 2009年
  - 5月1日、証券子会社2社の事業を三井住友フィナンシャルグループへ売却すると発表[3]。
  - 7月30日、日興アセットマネジメントの保有株式を住友信託銀行へ売却すると発表[4]。
  - 10月1日、子会社の（旧）日興コーディアル証券と日興シティグループ証券の事業を会社分割により、三井住友フィナンシャルグループの日興コーディアル証券分割準備株式会社（後の2代目・日興コーディアル証券。現・SMBC日興証券）に承継させ、日興シティホールディングス株式会社からシティグループ・ジャパン・ホールディングス株式会社に商号変更。
- 2014年
  - 8月29日、本社を新宿イーストサイドスクエアに移転。グループのシティカードジャパンなども同時に移転（シティバンク銀行は、個人金融機構などのみを新宿に移設し、本店は同年4月に移転したばかりの新丸の内ビルディングに留めた）[5]。
  - 12月25日、シティバンク銀行のリテールバンク事業を三井住友銀行へ売却すると発表[6]。
- 2015年
  - 3月31日 - シティカードジャパンの三井住友信託銀行（三井住友トラスト・ホールディングス）への売却を発表[7]。
  - 12月9日 - 株式会社から合同会社に組織変更。
- 2017年
  - 4月1日 - シティバンク、エヌ・エイ東京支店を設立し、シティバンク銀行の全事業を譲受。

## 子会社

### 銀行子会社
- シティバンク、エヌ・エイ東京支店

### 証券子会社
- シティグループ証券株式会社 - 法人・機関投資家対象の証券業務

### その他の子会社
- CFJ合同会社 - 消費者金融（ディック、ユニマットレディス）
- シティグループ・サービス・ジャパン株式会社

### かつての子会社
- 日興シティ信託銀行株式会社 - 資産運用会社に対する信託財産の受託・管理業務。
- 日興コーディアル証券株式会社
  - シティバンク証券 - 2008年5月3日に、日興コーディアル証券に吸収合併・解散
- 日興アセットマネジメント株式会社 - 資産運用会社
- 株式会社ベルシステム24 - コールセンター業最大手、元CSKグループ
- 日興システムソリューションズ株式会社 - ITインフラ
- シティカードジャパン株式会社 - クレジットカード（ダイナースクラブカード、シティカード）
- シティグループ・キャピタル・パートナーズ株式会社 - 投資業務
- シティグループ・プリンシパル・インベストメンツ・ジャパン株式会社
- シティリース株式会社 - 航空機リース、2018年1月、シティグループ・ジャパン・ホールディングスに吸収合併され解散
- CJL合同会社 （旧シティバンク銀行株式会社） - シティバンク、エヌ・エイ東京支店に全事業を譲渡。2018年2月に清算終了し解散。